# Tobias Zilliacus
Lars Emil Tobias Zilliacus, född 30 september 1971 i Helsingfors i Finland, är en finlandssvensk skådespelare och manusförfattare.

## Biografi
Zilliacus är magister i teaterkonst från Teaterhögskolan i Helsingfors 1995. Han är gift med skådespelaren Linda Zilliacus med vilken han har tre barn. År 2012 spelade han huvudrollen som kommissarie Joona Linna i filmatiseringen av Lars Keplers bästsäljare Hypnotisören.

## Filmografi (urval)
- 2003 – Operation Stella Polaris
- 2004 – Framom främsta linjen
- 2011 – Iris
- 2012 – Hypnotisören
- 2012 – Johan Falk: Organizatsija Karayan
- 2013 – Wallander – Sveket (TV-serie)
- 2014 – Tjockare än vatten (TV-serie)
- 2016 – Tjockare än vatten (TV-serie).
- 2016 – Gåsmamman (TV-serie)
- 2017 – Gåsmamman (TV-serie)
- 2018 – Beck – Den tunna isen
- 2020 – Björnstad (TV-serie)
- 2025 – Koka björn (TV-serie)

## Teater

### Roller (ej komplett)
| År   | Roll   | Produktion                         | Regi            | Teater          |
| ---- | ------ | ---------------------------------- | --------------- | --------------- |
| 2010 | Narren | Fanny och Alexander Ingmar Bergman | Maria Lundström | Svenska Teatern |